# Rudnik Alšar
Rudnik Alšar är en gruva i Nordmakedonien.   Den ligger i kommunen Kavadarci, i den södra delen av landet, 100 km söder om huvudstaden Skopje. Rudnik Alšar ligger 899 meter över havet.
Terrängen runt Rudnik Alšar är lite bergig. Trakten runt Rudnik Alšar är nära nog obefolkad, med mindre än två invånare per kvadratkilometer.. Närmaste större samhälle är Gradešnica, 17,4 km sydväst om Rudnik Alšar.
I omgivningarna runt Rudnik Alšar växer i huvudsak blandskog.